# N.E.C. in het seizoen 1966/67
Het seizoen 1966/1967 was het 13e jaar in het bestaan van de Nijmeegse betaaldvoetbalclub N.E.C.. De club kwam uit in de Eerste divisie en eindigde daarin op de tweede plaats, dit betekende dat de club rechtstreeks promoveerde naar de Eredivisie. Tevens deed de club mee aan het toernooi om de KNVB beker, hierin werd in de eerstee ronde verloren van NAC (0–1).

## Wedstrijdstatistieken

### Eerste divisie
|       | Alkmaar '54 | Blauw-Wit | FC Den Bosch/BVV | SC Cambuur | D.F.C. | DHC '66 | SC Drente | Eindhoven | De Graafschap | Heracles | Holland Sport | RBC   | RCH   | SVV   | Velox | Vitesse | Volendam | De Volewijckers | FC Zaanstreek |
| ----- | ----------- | --------- | ---------------- | ---------- | ------ | ------- | --------- | --------- | ------------- | -------- | ------------- | ----- | ----- | ----- | ----- | ------- | -------- | --------------- | ------------- |
| Thuis | 2 – 1       | 0 – 1     | 1 – 1            | 1 – 0      | 1 – 0  | 5 – 0   | 2 – 0     | 1 – 0     | 2 – 0         | 3 – 0    | 1 – 0         | 7 – 3 | 2 – 1 | 3 – 0 | 1 – 1 | 2 – 2   | 3 – 3    | 1 – 1           | 3 – 0         |
| Uit   | 2 – 0       | 0 – 1     | 1 – 2            | 0 – 1      | 0 – 0  | 0 – 0   | 2 – 1     | 1 – 3     | 0 – 2         | 3 – 1    | 3 – 2         | 1 – 0 | 1 – 1 | 1 – 1 | 0 – 1 | 2 – 1   | 1 – 1    | 3 – 1           | 1 – 2         |

### KNVB beker
| 1e ronde                                     | N.E.C. | 0 – 1 (0 – 1) | NAC              |
| 2 april 1967 Plaats: Nijmegen Goffertstadion |        |               | 28' Ad Graaumans |

## Statistieken N.E.C. 1966/1967

### Eindstand N.E.C. in de Nederlandse Eerste divisie 1966 / 1967
| Stand | Gespeeld | Gewonnen | Gelijk | Verloren | Punten | Doelpunten voor | Doelpunten tegen |
| ----- | -------- | -------- | ------ | -------- | ------ | --------------- | ---------------- |
| 2e    | 38       | 20       | 10     | 8        | 50     | 63              | 36               |

### Topscorers
| #      | Naam             | Goal |
| ------ | ---------------- | ---- |
| 1.     | Chris Geutjes    | 12   |
| 1.     | Tijn van Lier    | 12   |
| 3.     | Ben Werts        | 10   |
| 4.     | Tini van Reeken  | 9    |
| 5.     | Gerard Weber     | 8    |
| 6.     | Ned Bulatović    | 5    |
| 6.     | Rob Lelieveld    | 5    |
| 8.     | Henk Hoogstraten | 1    |
| 8.     | Theo Sewalt      | 1    |
| Totaal | Totaal           | 63   |

| #      | Naam        | Goal |
| ------ | ----------- | ---- |
| –      | Geen speler | 0    |
| Totaal | Totaal      | 0    |

## Voetnoten
Alkmaar '54 ·
Blauw-Wit ·
Cambuur ·
FC Den Bosch/BVV ·
D.F.C. ·
DHC '66 ·
SC Drente ·
Eindhoven ·
De Graafschap ·
Heracles ·
Holland Sport ·
N.E.C. ·
RBC ·
RCH ·
SVV ·
Velox ·
Vitesse ·
Volendam ·
De Volewijckers ·
FC Zaanstreek